# خورشیدگرفتگی ۸ ژوئن ۱۹۱۸
خورشیدگرفتگی ۸ ژوئن ۱۹۱۸ (به انگلیسی: Solar eclipse of June 8, 1918) یک خورشیدگرفتگی از نوع خورشیدگرفتگی کامل است. این خورشیدگرفتگی در تاریخ ۸ ژوئن ۱۹۱۸ میلادی (‎۱۷ خرداد ۱۲۹۷ خورشیدی) روی داد که زمان اوج آن، ساعت ۲۲:۰۷:۴۳ به‌وقت ساعت هماهنگ جهانی بوده‌است. مدت زمان و طول این خورشیدگرفتگی ۲ دقیقه و ۲۳ ثانیه بود.